# Open GDF SUEZ de Biarritz 2011
L'Open GDF SUEZ de Biarritz 2011 è stato un torneo professionistico di tennis femminile giocato sulla terra rossa. È stata la 9ª edizione del torneo, che fa parte dell'ITF Women's Circuit nell'ambito dell'ITF Women's Circuit 2011. Si è giocato a Biarritz in Francia dal 4 al 10 luglio 2011.

## Partecipanti

### Teste di serie
| Nazionalità   | Giocatrice               | Ranking* | Testa di serie |
| ------------- | ------------------------ | -------- | -------------- |
| Francia       | Pauline Parmentier       | 74       | 1              |
| Taipei cinese | Chan Yung-jan            | 94       | 2              |
| Austria       | Patricia Mayr-Achleitner | 113      | 3              |
| Spagna        | Carla Suárez Navarro     | 119      | 4              |
| Italia        | Maria Elena Camerin      | 120      | 5              |
| Romania       | Edina Gallovits-Hall     | 125      | 6              |
| Rep. Ceca     | Renata Voráčová          | 128      | 7              |
| Francia       | Iryna Brémond            | 129      | 8              |

- Ranking al 20 giugno 2011.

### Altre partecipanti
Giocatrici che hanno ricevuto una wild card:
- Maria Elena Camerin
- Jessica Ginier
- Kristina Mladenovic
- Nathalie Piquion

Giocatrici che sono passate dalle qualificazioni:
- Vlada Ėkšibarova
- Inés Ferrer-Suárez
- Maria João Koehler
- Roxane Vaisemberg

## Campionesse

### Singolare
Pauline Parmentier ha battuto in finale  Patricia Mayr-Achleitner con il punteggio di 1–6, 6–4, 6–4

### Doppio
Aleksandra Panova /  Urszula Radwańska hanno battuto in finale  Erika Sema /  Roxane Vaisemberg con il punteggio di 6–2, 6–1